# Leonel Contreras
Leonel Rodrigo Contreras Zúñiga (30 agosto 1961) è un ex calciatore cileno, di ruolo difensore.

## Carriera

### Nazionale
Conta 23 presenze in Nazionale maggiore, prendendo parte alla Copa América 1989.